# Боголюбовка (Марьяновский район)
Боголю́бовка — село в Марьяновском районе Омской области России, административный центр Боголюбовского сельского поселения.

## История
Основано в 1896 году. В 1928 г. село Боголюбовка состояло из 169 хозяйств, основное население — украинцы. Центр Боголюбовского сельсовета Борисовского района Омского округа Сибирского края.

## Население
| 2010 |
| ---- |
| 1079 |

## Известные уроженцы
- Демко, Ирина Владимировна  — российский врач, доктор медицинских наук, специалист в области пульмонологии, аллергологии и иммунологии